# Putieprowod (obwód leningradzki)
Putieprowod (ros. Путепровод) – przystanek kolejowy w pobliżu miejscowości Kiriszy, w rejonie kiriskim, w obwodzie leningradzkim, w Rosji. Położony jest na linii Mga – Budogoszcz, przy osiedlu dacz.